# 現代日本文学大系
現代日本文学大系（げんだいにほんぶんがくたいけい）は、1968年から73年にかけて、筑摩書房から発行された明治維新以降の日本文学作品の全集である。

## 概要
収録作家数484人、収録作品2300編、400字原稿換算で約20万枚。1冊の分量は文庫本約5本にあたる（いずれも内容見本より）。作品と研究編からなり、収録作家に関しての作家論なども収載されている。同時期に姉妹企画として幕末維新期より第二次世界大戦後までの思想的著作を扱った『現代日本思想大系』（全35巻）が刊行されており、姉妹企画として位置づけられていたと思われる。またこの全集の刊行時、筑摩書房は明治期のみの文学作品を収録対象とした『明治文学全集』を並行して刊行している。

## 全巻の構成
1. 政治小説 坪内逍遙 二葉亭四迷 集
2. 福沢諭吉 中江兆民 徳富蘇峰 三宅雪嶺 岡倉天心 内村鑑三 集
3. 尾崎紅葉 広津柳浪 内田魯庵 斎藤緑雨 集
4. 幸田露伴 集
5. 樋口一葉 泉鏡花 明治女流文学 集
6. 北村透谷 山路愛山 集
7. 森鷗外 集（一）
8. 森鴎外 集（二）
9. 徳冨蘆花 木下尚江 集
10. 正岡子規 伊藤左千夫 長塚節 集
11. 国木田独歩 田山花袋 集
12. 土井晩翠 薄田泣菫 蒲原有明 伊良子清白 横瀬夜雨 河井酔茗 三木露風 日夏耿之介 集
13. 島崎藤村 集（一）
14. 島崎藤村 集（二）
15. 徳田秋声 集
16. 正宗白鳥 集
17. 夏目漱石 集（一）
18. 夏目漱石 集（二）
19. 高浜虚子 河東碧梧桐 集
20. 柳田國男 集
21. 岩野泡鳴 真山青果 上司小剣 近松秋江 集
22. 幸徳秋水 堺枯川 田岡嶺雲 大杉栄 荒畑寒村 集
23. 永井荷風 集（一）
24. 永井荷風 集（二）
25. 与謝野寛 与謝野晶子 上田敏 木下杢太郎 吉井勇 小山内薫 長田秀雄 平出修 集
26. 北原白秋 石川啄木 集
27. 高村光太郎 宮沢賢治 集
28. 若山牧水 太田水穂 窪田空穂 前田夕暮 土岐善麿 川田順 飯田蛇笏 水原秋桜子 山口誓子 中村草田男 加藤楸邨 石田波郷 集
29. 鈴木三重吉 寺田寅彦 森田草平 内田百閒 中勘助 集
30. 谷崎潤一郎 集（一）
31. 谷崎潤一郎 集（二）
32. 秋田雨雀 坪田譲治 小川未明 田村俊子 武林無想庵 集
33. 武者小路実篤 集
34. 志賀直哉 集
35. 有島武郎 集
36. 長与善郎 野上弥生子 集
37. 里見弴 久保田万太郎 集
38. 斎藤茂吉 集
39. 島木赤彦 土屋文明 岡麓 中村憲吉 古泉千樫 木下利玄 会津八一 集
40. 魚住折蘆 安倍能成 阿部次郎 和辻哲郎 生田長江 長谷川如是閑 辻潤 倉田百三 集
41. 千家元麿 山村暮鳥 福士幸次郎 佐藤惣之助 野口米次郎 吉田一穂 西脇順三郎 堀口大学 集
42. 佐藤春夫 集
43. 芥川龍之介 集
44. 山本有三 菊池寛 集
45. 水上瀧太郎 豊島与志雄 久米正雄 小島政二郎 佐々木茂索 集
46. 宇野浩二 広津和郎 集
47. 室生犀星 萩原朔太郎 集
48. 瀧井孝作 網野菊 藤枝静男 集
49. 葛西善蔵 相馬泰三 宮地嘉六 川崎長太郎 木山捷平 嘉村礒多 集
50. 尾崎士郎 石坂洋次郎 芹沢光治良 集
51. 横光利一 伊藤整 集
52. 川端康成 集
53. 大仏次郎 岸田国士 岩田豊雄 集
54. 片上伸 平林初之輔 青野季吉 宮本顕治 蔵原惟人 集
55. 宮本百合子 小林多喜二 集
56. 葉山嘉樹 黒島伝治 平林たい子 集
57. 中野重治 佐多稲子 集
58. 村山知義 久保栄 真船豊 三好十郎 集
59. 前田河広一郎 徳永直 伊藤永之介 壺井栄 集
60. 小林秀雄 集
61. 林房雄 亀井勝一郎 保田與重郎 蓮田善明 集
62. 牧野信一 稲垣足穂 十一谷義三郎 中河与一 犬養健 今東光 集
63. 梶井基次郎 外村繁 中島敦 集
64. 堀辰雄 三好達治 集
65. 井伏鱒二 上林暁 集
66. 河上徹太郎 山本健吉 吉田健一 江藤淳 集
67. 金子光晴 小熊秀雄 北川冬彦 小野十三郎 高橋新吉 萩原恭次郎 山之口貘 伊東静雄 中原中也 立原道造 草野心平 村野四郎 集
68. 尾崎一雄 中山義秀 集
69. 林芙美子 宇野千代 幸田文 集
70. 武田麟太郎 島木健作 織田作之助 檀一雄 集
71. 高見順 円地文子 集
72. 丹羽文雄 岡本かの子 集
73. 阿部知二 丸岡明 田宮虎彦 長谷川四郎 集
74. 中島健蔵 河盛好蔵 中野好夫 桑原武夫 集
75. 石川達三 火野葦平 集
76. 石川淳 安部公房 大江健三郎 集
77. 太宰治 坂口安吾 集
78. 中村光夫 唐木順三 臼井吉見 竹内好 集
79. 本多秋五 平野謙 荒正人 埴谷雄高 小田切秀雄 集
80. 椎名麟三 梅崎春生 集
81. 野間宏 武田泰淳 集
82. 加藤周一 中村真一郎 福永武彦 集
83. 森本薫 木下順二 田中千禾夫 飯沢匡 集
84. 花田清輝 杉浦明平 開高健 小田実 集
85. 大岡昇平 三島由紀夫 集
86. 井上靖 永井龍男 集
87. 堀田善衛 遠藤周作 井上光晴 集
88. 阿川弘之 庄野潤三 曽野綾子 北杜夫 集
89. 深沢七郎 三浦朱門 有吉佐和子 水上勉 集
90. 島尾敏雄 小島信夫 安岡章太郎 吉行淳之介 集
91. 現代名作集（一） - 帰省（宮崎湖処子）、滝口入道（高山樗牛）、解剖室（三島霜川）、恭三の父（加能作次郎）、修禅寺物語（岡本綺堂）、零落（長田幹彦）、女のなか（中村星湖）、剃刀（中村吉蔵）、イボタの虫（中戸川吉二）、アリア人の孤独（松永延造）、磔茂左衛門（藤森成吉）、苦力頭の表情（里村欣三）、軍隊病（立野信之）、三月変（岡田三郎）、オロッコの娘（深田久弥）、鳥羽家の子供（田畑修一郎）、煙管（新田潤）、白い壁（本庄陸男）、脱出（福田清人）、いのちの初夜（北条民雄）、城外（小田嶽夫）、コシャマイン記（鶴田知也）、南方郵信（中村地平）、鮑慶郷（上田広）、稲熱病（岩倉政治）、遠方の人（森山啓）、柴笛詩集（渋川驍）
92. 現代名作集（二） - 神西清（雪の宿り）、加藤道夫（なよたけ）、井上友一郎（ハイネの月）、原民喜（夏の花）、田中英光（野狐）、今日出海（天皇の帽子）、由起しげ子（指環の話）、小山清（落穂拾ひ）、澤野久雄（夜の河）、きだみのる（猟師と兎と賭と）、小山いと子（壁の中の風景）、小沼丹（汽船）、大原富枝（ストマイつんぼ）、北原武夫（魔に憑かれて）、小川国夫（アポロンの島）、なだいなだ（帽子を…）、倉橋由美子（パルタイ）、芝木好子（湯葉）、三浦哲郎（恥の譜）、河野多恵子（幼児狩り）、瀬戸内晴美（夏の終り）、田村泰次郎（蝗）、辻邦生（見知らぬ町にて）、丸谷才一（秘密）、森茉莉（気違ひマリア）、竹西寛子（ありてなければ）
93. 現代詩集 - 富永太郎（富永太郎詩集）、安西冬衛（軍艦茉莉）、逸見猶吉（ウルトラマリン）、田中冬二（海の見える石段）、竹中郁（象牙海岸）、大手拓次（藍色の蟇（抄））、丸山薫（物象詩集）、壺井繁治（壺井繁治全詩集（抄））、北園克衛（黒い火）、谷川俊太郎（二十億光年の孤独）、竹内勝太郎（黒豹）、飯島耕一（他人の空）、山本太郎（歩行者の祈りの唄（抄）、山本太郎詩集（抄）、単独者の愛の唄（抄）、糺問者の惑いの唄（抄）、死法（抄））、谷川雁（大地の商人）、鮎川信夫（橋上の人）、田村隆一（四千の日と夜）、大岡信（記憶と現在（抄））、会田綱雄（鹹湖）、吉岡実（僧侶）、清岡卓行（氷った焔）、岩田宏（いやな唄）、安東次男（CALENDRIER（改編））、天沢退二郎（朝の河）、中村稔（鵜原抄（抄））、入沢康夫（わが出雲・わが鎮魂）、石垣りん（表札など）、渋沢孝輔（漆あるいは水晶狂い）
94. 現代歌集 - 尾上柴舟（日記の端より）、尾山篤二郎（さすらひ）、西村陽吉（都市居住者）、松倉米吉（松倉米吉歌集）、土田耕平（青杉）、石原純（靉日（抄））、松村英一（やますげ）、五島茂（石榑茂歌集）、結城哀草果（すだま（抄））、吉野秀雄（苔径集）、岡山巌（思想と感情）、渡辺順三（烈風の街）、坪野哲久（百花）、佐藤佐太郎（歩道）、山口茂吉（赤土）、前川佐美雄（天平雲）、宮柊二（群鶏）、近藤芳美（埃吹く街）、木俣修（冬暦）、大野誠夫（薔薇祭）、中野菊夫（風の日に）、鹿児島寿蔵（花冴々）
95. 現代句集 - 内藤鳴雪（鳴雪句集）、村上鬼城（鬼城句集）、尾崎放哉（大空）、前田普羅（普羅句集）、阿波野青畝（万両）、富安風生（草の花）、芝不器男（不器男句集）、川端茅舎（川端茅舎句集）、松本たかし（松本たかし句集）、渡辺水巴（白日）、中塚一碧楼（一碧楼一千句（抄））、原石鼎（花影）、星野立子（立子句集）、種田山頭火（草木塔）、三橋鷹女（魚の鰭）、富沢赤黄男（天の狼）、山口青邨（雪国）、高野素十（初鴉）、臼田亜浪（定本亜浪句集）、日野草城（旦暮）、野見山朱鳥（曼珠沙華）、橋本多佳子（紅糸）、西東三鬼（今日）、細見綾子（冬薔薇）、篠原梵（雨）、金子兜太（少年）、沢木欣一（塩田）、飯田龍太（童眸）、石原八束（空の渚）、角川源義（秋燕）、秋元不死男（万座）、加倉井秋を（真名井）、石川桂郎（竹取）、森澄雄（花眼）、野沢節子（鳳蝶）、荻原井泉水（大江）
96. 文芸評論集 - 石橋忍月（舞姫、罪過論）、綱島梁川（国民性と文学、予が見神の実験）、高山樗牛（文明批評家としての文学者、美的生活を論ず）、島村抱月（囚はれたる文芸、文芸上の自然主義、自然主義の価値）、相馬御風（文芸上主客両体の融会、自然主義論最後の試練）、長谷川天渓（現実暴露の悲哀）、田中王堂（夏目漱石氏の『文芸の哲学的基礎』を評す（抄））、当来の文芸）、赤木桁平（「遊蕩文学」の撲滅、所謂「自然主義前派」に就て）、本間久雄（民衆芸術の意義及び価値）、千葉亀雄（新感覚派の誕生）、小宮山明敏（新感覚派論、無意志前派時代を越えて、現代作家の傾向に就いて）、大宅壮一（文壇ギルドの解体期、文学史的空白時代）、勝本清一郎（芸術運動に於ける前衛性と大衆性、芸術の国民的評価と世界的評価）、瀬沼茂樹（心理文学の発展とその帰趨、前期自然主義文学、「民衆芸術論」前後）、戸坂潤（文学・モラル及風俗、反動期における文学と哲学）、窪川鶴次郎（農民作家論、芸術的価値と政治的価値）、山室静（現代に於ける文学の立場、デカダンスの文学、生命感の歪み）、岩上順一（文学批評の方法論、新浪漫主義の相貌）、神西清（詩と小説のあひだ）、佐々木基一（フィクションについて、原民喜の自殺をめぐって、現代芸術はどうなるか）、浅見淵（「細雪」の世界、芸術主義の頽廃について）、高橋義孝（鴎外の文体、マルクス主義文学理論批判）、谷川雁（原点が存在する）、大岡信（詩の条件、戦争前夜のモダニズム、抒情の行方）、服部達（われらにとって美は存在するか）、十返肇（「文壇」崩壊論、大ロマンの可能性）、高橋和巳（文学の責任）、篠田一士（文学の変容のために）、奥野健男（純文学は可能か、文学は死滅するか）、佐伯彰一（死とエロスと）
97. 現代評論集 - 柳宗悦（雑器の美）、谷川徹三（小泉八雲覚書）、三木清（親鸞）、林達夫（反語的精神）、池田潔（よき時代のよき大学（抄））、竹山道雄（樅の木と薔薇）、田中耕太郎（ベートーヴェン的人間像）、渡辺一夫（エラスミスムについて）、石母田正（堅氷をわたるもの）、猪木正道（リベラリスト・ミリタント）、小泉信三（共産主義批判の常識（抄））、深瀬基寛（異教徒としての日本人）、丸山真男（肉体文学から肉体政治まで）、岡本太郎（縄文土器）、小倉金之助（われ科学者たるを恥ず）、手塚富雄（二人の詩人）、会田雄次（ヨーロッパ・ヒューマニズムの限界）、朝永振一郎（鏡の中の世界）、杉捷夫（現代のモラルとモラリスト）、美濃部亮吉（それでも天皇は機関である）、宮本常一（世間師）、鶴見俊輔（日本思想の可能性）、湯川秀樹（科学者の創造性）、貝塚茂樹（日本と日本人）、水尾比呂志（美の終末）、福原麟太郎（文学と文明（抄））、池田弥三郎（四句詩形への執念）、石田英一郎（日本的人間関係の構造）、吉田秀和（ソロモンの歌）、森有正（遥かなノートル・ダム）、川添登（黒潮の流れの中で）、吉川幸次郎（杜甫の詩論と詩）、橋川文三（現代知識人の条件）、色川大吉（さまざまな明治百年）

## 関連文献
- 田坂憲二『日本文学全集の時代 戦後出版文化史を読む』慶應義塾大学出版会、2018

## 関連事項
- 現代日本思想大系 - 同じ出版社からの姉妹企画。
- 筑摩現代文学大系 - 同じ出版社からの企画。
- 明治文学全集 - 同じ出版社からの企画。